# Estación de Nessonvaux
La estación de Nessonvaux es una estación de tren belga situada en Trooz, en la provincia de Lieja, región Valona.
Pertenece a la línea  de S-Trein Lieja.

## Situación ferroviaria
La estación se encuentra en la línea 37 (Lieja-Hergenrath).

## Intermodalidad
| Línea | Procedencia                | Parada          | Destino         |
| ----- | -------------------------- | --------------- | --------------- |
| 31    | LIÈGE République Française | NESSONVAUX Gare | TROOZ Gare SNCB |